# Гаї-Шевченківська сільська рада
Гаї́-Шевче́нківська сільська́ ра́да — адміністративно-територіальна одиниця та орган місцевого самоврядування в Тернопільському районі Тернопільської області. Адміністративний центр — село Гаї-Шевченківські.
Утворена рішенням сесії Тернопільської обласної ради № 40 від 16 жовтня 1998 року, почала діяти з 26 травня 1999 року.
Згідно з рішенням Байковецької сільської ради №805 від 4 січня 2019 року Гаї-Шевченківська сільська рада припинила свої повноваження у зв’язку з входженням до Байковецької територіальної громади

## Населені пункти
Сільській раді були підпорядковані населені пункти:
- с. Гаї-Шевченківські

## Населення
За переписом населення України 2001 року в сільській раді мешкало 725 осіб.
У 1779 році у селі проживало 1779 осіб.
Станом на 19 жовтня 2023 року - 1914 осіб.

### Мова
Розподіл населення за рідною мовою за даними перепису 2001 року:
| Мова       | Відсоток |
| ---------- | -------- |
| українська | 98,90 %  |
| російська  | 0,83 %   |
| молдовська | 0,28 %   |

## Склад ради
Рада складалася з 14 депутатів та голови.
- Голова ради був Брич Богдан Васильович

### Керівний склад попередніх скликань
| Прізвище, ім'я, по батькові    | Основні відомості                                                 | Дата обрання | Дата звільнення |
| ------------------------------ | ----------------------------------------------------------------- | ------------ | --------------- |
| Лютинець Світлана Мирославівна | Сільський голова, 1973 року народження, освіта вища, позапартійна | 26.03.2006   | 31.10.2010      |
| Лютинець Світлана Мирославівна | Сільський голова, 1973 року народження, освіта вища, позапартійна | 31.10.2010   | 2015            |

Примітка: таблиця складена за даними сайту Верховної Ради України

### Депутати
За результатами місцевих виборів 2010 року депутатами ради стали:

#### За суб'єктами висування
| Суб'єкт висування                                       | Кількість обраних депутатів | %    |
| ------------------------------------------------------- | --------------------------- | ---- |
| Самовисування                                           | 16                          | 94,1 |
| Політична партія Всеукраїнське об'єднання «Батьківщина» | 1                           | 5,9  |

#### За округами
| № округу                                                | Прізвище, ім'я, по батькові    | Дата визнання обраним | Освіта             | Партійна приналежність                        | Відомості про обраного депутата                   |
| ------------------------------------------------------- | ------------------------------ | --------------------- | ------------------ | --------------------------------------------- | ------------------------------------------------- |
| Політична партія Всеукраїнське об'єднання «Батьківщина» |                                |                       |                    |                                               |                                                   |
| 12                                                      | Свинчак Ярослав Йосипович      | 31.10.2010            | вища               | член Всеукраїнського об'єднання «Батьківщина» | приватний підприємець                             |
| Самовисування                                           |                                |                       |                    |                                               |                                                   |
| 1                                                       | Тимошенко Петро Павлович       | 31.10.2010            | середня            | позапартійний                                 | приватний підприємець                             |
| 2                                                       | Микиташ Петро Михайлович       | 31.10.2010            | вища               | позапартійний                                 | приватний підприємець                             |
| 3                                                       | Сімора Алла Володимирівна      | 31.10.2010            | вища               | позапартійна                                  | ДНЗ № 2 м. Тернопіль, логопед                     |
| 4                                                       | Балагура Віталій Іванович      | 31.10.2010            | вища               | позапартійний                                 | приватний підприємець                             |
| 5                                                       | Гевак Петро Степанович         | 31.10.2010            | середня спеціальна | позапартійний                                 | тимчасово не працює                               |
| 6                                                       | Остапишин Надія Степанівна     | 31.10.2010            | вища               | позапартійна                                  | Тернопільський РВ УМВСУ, старший спеціаліст       |
| 7                                                       | Блажко Любомира Василівна      | 31.10.2010            | середня спеціальна | позапартійна                                  | пенсіонер                                         |
| 8                                                       | Кульбаба Орест Степанович      | 31.10.2010            | вища               | позапартійний                                 | тимчасово не працює                               |
| 9                                                       | Пришляк Наталія Володимирівна  | 31.10.2010            | вища               | позапартійна                                  | Сільська рада, с. Гаї Шевченківські, секретар     |
| 10                                                      | Фандзига Роман Степанович      | 31.10.2010            | середня            | позапартійний                                 | БМУ «Промбуд», водій                              |
| 11                                                      | Барановський Сергій Степанович | 31.10.2010            | вища               | позапартійний                                 | ЗАТ «Тернопіль-молокозавод», заступник голови     |
| 13                                                      | Дзюба Ольга Збишківна          | 31.10.2010            | вища               | позапартійна                                  | ТОВ КК «Коменерго Тернопіль», заступник директора |
| 14                                                      | Шачко Петро Михайлович         | 31.10.2010            | вища               | позапартійний                                 | ВАТ «Свемон-Волинь», директор                     |
| 15                                                      | Лужний Володимир Антонович     | 31.10.2010            | вища               | позапартійний                                 | ТК «Галицький ринок», старший адміністратор       |
| 16                                                      | Лужний Тарас Антонович         | 16.01.2011            | вища               | позапартійний                                 | ТОВ «АМАКО», сервісний адміністратор              |
| 17                                                      | Вуєчко Ярослав Володимирович   | 31.10.2010            | середня            | позапартійний                                 | ТОВ «Домобудівник», начальник охорони             |